# 三道川乡
三道川乡，是中华人民共和国河北省张家口赤城县下辖的一个乡镇级行政单位。

## 行政区划
三道川乡下辖以下地区：
三道川村、大志营村、大营子村、碾子沟村、黑龙山村、老栅子村、山神庙村、刘官窑村、东马厂村、小三道川村、石片沟村、马道口村、槽碾沟村和桦树背村。